# 松山火力發電所
松山火力發電所位於臺北市松山區，前臨撫遠街，後靠基隆河，為臺灣第三個火力發電所。

## 沿革
台灣日治時期隸屬於台灣電力株式會社，位於臺北州七星郡松山庄舊里族，興工於1928年末（日昭和3年），竣工於1930年（日昭和5年）2月，1946年（民國35年）5月1日隸屬於台灣電力公司，1970年（民國59年）10月奉准除役，部分改為松山一次變電所及電力修護處 